# アロディニア
アロディニア（英: allodynia）とは、通常では疼痛をもたらさない微小刺激が、すべて疼痛としてとても痛く認識される感覚異常のことである。異痛症とも言う。

## 分類
末梢神経でAδ線維とC線維の疼痛閾値低下による静的アロディニアと、Aβ線維における伝導路の変異による動的アロディニアとに分けられる。静的アロディニアは軽く圧迫しただけでも痛む場合を指し、障害部位に限局する。動的アロディニアは指でなぞるような刺激で痛みが生じる場合を指し、障害部位に限局せず広範囲である。なお、国際疼痛学会の分類では、痛覚過敏とは分けて定義されている。通常痛みと感じない刺激を痛みに感じる現象がアロディニアであり、通常痛みと感じる刺激を強く感じる現象が痛覚過敏である。

## 原因
アロディニアは神経因性疼痛などの慢性疼痛によく見られ、帯状疱疹後疼痛、片頭痛などの痛みのメカニズムとして注目されている。また線維筋痛症の痛みとの関連も議論されている。また、抗がん剤治療の副作用、例えばビンクリスチンやパクリタキセルやシスプラチンの投与によって、アロディニアを発症する場合があることも分かっている。